# Chant royal
Der Chant royal (Königsgesang) ist eine poetische Form der französischen mittelalterlichen Dichtung, die aus fünf elfzeiligen Balladenstrophen besteht.
Ihr Reimschema lautet [ababccddedE], wobei ein fünfzeiliger Abschnitt nach dem Schema [ddedE] oder ein siebenzeiliger Abschnitt nach dem Schema [ccddedE] schließlich in den Refrain (E) mündet.
Es wurde in der französischen Poesie im 14. Jahrhundert durch Christine de Pizan und Charles d’Orléans eingeführt; in England wurde seine Form gegen Ende des 19. Jahrhunderts im Zuge einer allgemeinen Wiederbelebung französischer Strophenformen aufgegriffen.